# Patrick Gordon Walker
Patrick Chrestien Gordon Walker, baron Gordon-Walker, (7 avril 1907 - 2 décembre 1980) est un homme politique travailliste britannique. Il est député pendant près de trente ans et exerce deux fois les fonctions de ministre du Cabinet.

## Jeunesse
Né à Worthing, Sussex, Gordon Walker est le fils d'Alan Lachlan Gordon Walker, un juge écossais de la fonction publique indienne. Il fait ses études au Wellington College et à Christ Church, Oxford, où il obtient un diplôme d'histoire moderne en 1928 et un B. Litt. Il est étudiant (Fellow) en histoire à Christ Church de 1931 jusqu'en 1941.
De 1940 à 1944, Gordon Walker travaille pour le service européen de la BBC, où, à partir de 1942, il organise les émissions quotidiennes de la BBC en direction de l'Allemagne. En 1945, il travaille comme directeur adjoint du service allemand de la BBC à Radio Luxembourg, voyageant avec les forces britanniques. Il couvre la libération du camp de concentration allemand à Bergen-Belsen, et écrit un livre sur le sujet intitulé The Lid Lifts,.
De 1946 à 1948, il est président du British Film Institute.

## Carrière politique
Il se présente pour la première fois au Parlement lors des élections générales de 1935, mais est battu dans la circonscription d'Oxford tenue par les conservateurs.
En 1938, il est choisi pour se présenter à nouveau à l'élection partielle d'Oxford. Le Parti libéral sélectionne Ivor Davies qui propose de se retirer de l'élection partielle si le parti travailliste fait de même et soutient un candidat du Front populaire contre les conservateurs. Finalement, Gordon Walker se retire à contrecœur et les deux parties soutiennent Sandy Lindsay candidat progressiste indépendant. Quintin Hogg, le candidat conservateur, bat Lindsay aux élections partielles.
Gordon Walker ne se présente pas aux élections générales de 1945, mais est élu plus tard en 1945 en tant que député de Smethwick lors d'une élection partielle le 1er octobre 1945 après que Alfred Dobbs du Labour ait été tué dans un accident de voiture un jour après avoir remporté le siège aux élections générales de 1945. Après l'élection partielle, le soutien de Gordon Walker dans la circonscription a progressivement diminué.
Une fois au Parlement, Gordon Walker est promu rapidement dans les rangs du gouvernement travailliste de Clement Attlee. En 1946, il est Secrétaire parlementaire privé (SPP) de Herbert Morrison, Leader de la Chambre des communes. De 1947 à 1950, il est sous-secrétaire d'État parlementaire au Secrétaire d'État aux Relations du Commonwealth et, en 1950, il rejoint le Cabinet comme Secrétaire d'État aux Relations du Commonwealth, servant jusqu'à la défaite de Labour aux élections générales de 1951.
En tant que secrétaire au Commonwealth en 1950, Gordon Walker persuade le cabinet d'accepter d'empêcher Seretse Khama, l'héritier du trône du protectorat britannique du Bechuanaland, de devenir roi - au motif qu'il a épousé une Anglaise blanche, Ruth Williams Khama, un mariage inter-racial qui a irrité l’État voisin du Béchaunaland, l'Afrique du Sud, qui pratique alors l'Apartheid.
Khama est amené en Grande-Bretagne par le gouvernement sous de faux motifs, apparemment pour parler de son avenir, et à la demande de Gordon Walker, il est ensuite empêché de retourner dans son pays d'origine pendant cinq ans, puis subit une interdiction à vie (bien que finalement annulée par le gouvernement conservateur).
Après les élections générales de 1964, après une carrière réussie dans l'opposition, Gordon Walker est prévu comme ministre des Affaires étrangères dans un gouvernement travailliste; il avait occupé le rôle dans le gouvernement fantôme l'année précédente.
Bien que le Parti travailliste ait remporté cette élection, mettant fin à 13 ans de régime conservateur, Gordon Walker est battu dans des circonstances controversées par le candidat conservateur Peter Griffiths. Smethwick a soutenu l'immigration en provenance du Commonwealth, mais la croissance économique et industrielle des années qui ont suivi la Seconde Guerre mondiale se sont accompagnées de fermetures d'usines locales, d'une population vieillissante et d'un manque de logements modernes. Griffiths mène une campagne critique des politiques d'immigration et est accusé d'exploiter le slogan "Si vous voulez un voisin nègre, votez travailliste".
Bien qu'il ne soit donc pas député ou pair capable de répondre au Parlement, Gordon Walker est nommé au Foreign Office par Harold Wilson. Pour résoudre cette situation inhabituelle, il se présente dans la circonscription travailliste sûre de Leyton lors des élections partielles de Leyton en janvier 1965, perdant à nouveau, et est finalement contraint de démissionner de son poste de ministre des Affaires étrangères. Après un congé sabbatique menant des recherches en Asie du Sud-Est, il l'emporte à Leyton aux élections générales de 1966. Après cette élection, il siège au Cabinet en 1967-1968, d'abord comme ministre sans portefeuille, puis comme Secrétaire d'État à l'Éducation  À sa retraite du Cabinet en 1968, il est fait Compagnon d'honneur.
Gordon Walker quitte la Chambre des communes lors des élections générales de février 1974. Le 4 juillet de la même année, il est nommé pair à vie en tant que baron Gordon-Walker, de Leyton dans le Grand Londres en 1974 et est brièvement Député européen.
En 1934, il épouse Audrey Muriel Rudolf. Ils ont ensuite des fils jumeaux et trois filles. Lord Gordon-Walker est décédé à Londres en 1980, à l'âge de 73 ans.

## Publications de Patrick Gordon Walker
- P. C. Gordon Walker, Capitalism and the Reformation, in Economic History Review, 1937
- P. C. Gordon Walker, An Outline of Man's History, Londres, N.C.L.C. Publishing Society, 1939
- Restatement of Liberty, Londres, Hutchinson, 1951
- The Lid Lifts : An Account of the Author’s Experiences During Two Visits to Occupied Germany in the Spring of 1945, Londres, Victor Gollancz Ltd, 1945
- The Commonwealth, Londres, Secker & Warburg, 1962
- The Cabinet, Londres, Cape, 1970 (ISBN 0-224-61819-9)
- (en) Patrick Gordon Walker : Political Diaries 1932–1971, Londres, Historians' Press, c. 1991, 335 p. (ISBN 978-1-872273-05-1 et 1-872273-05-X)